# Pleurothallis parvula
Pleurothallis parvula är en orkidéart som beskrevs av Oakes Ames och Charles Schweinfurth. Pleurothallis parvula ingår i släktet Pleurothallis och familjen orkidéer. Inga underarter finns listade i Catalogue of Life.